# 新北市區公車849路線
新北市區公車849路線由新店客運營運，起點為烏來，終點為臺北車站。

## 簡介
- 本線前身是公路局台北-烏來線，1981年交由新店客運行駛。為方便乘客，2009年6月1日，本路線賦予4碼編號1601，相隔不足2年，於2011年1月12日改制為新北市區公車，並再度更改編號為849，同時調低全程收費（原本的75元減至45元）。

- 2021年起，該線路提供泰雅語報站。[1]
- 2023年5月起，每日提供6班次的低地板公車服務輪椅族群。

- 2025年2月27日起，取消停靠「台北車站(公園)」。[2]